# Olympische Sommerspiele 2004/Teilnehmer (Iran)
| Gelbes Symbol für Goldmedaillen mit stilisierten Olympischen Ringen | Graues Symbol für Silbermedaillen mit stilisierten Olympischen Ringen | Braundes Symbol für Bronzemedaillen mit stilisierten Olympischen Ringen |
| ------------------------------------------------------------------- | --------------------------------------------------------------------- | ----------------------------------------------------------------------- |
| 2                                                                   | 2                                                                     | 2                                                                       |

Die Olympischen Sommerspiele 2004 in Athen waren die 13. Sommerspiele mit iranischer Beteiligung. Die iranische Mannschaft umfasste 38 Athleten, darunter eine Frau.

## Medaillen
Mit je zwei gewonnenen Gold-, Silber- und Bronzemedaillen belegte das iranische Team Platz 29 im Medaillenspiegel.

### Gold
- Hadi Saei – Taekwondo, 68 kg, Männer
- Hossein Rezazadeh – Gewichtheben +105 kg, Männer

### Silber
- Masoud Mostafa Jokar – Ringen, Freistil 60 kg, Männer
- Alireza Rezaei – Ringen, Freistil 120 kg, Männer

### Bronze
- Yossef Karami – Taekwondo, 80 kg, Männer
- Alireza Heidari – Ringen, Freistil 96 kg, Männer

## Ergebnisse nach Sportart

### Boxen
60 kg, Männer:
- Mohammad Asheri – ausgeschieden
Runde der letzten 32 – Freilos
Runde der letzten 16 – Verloren gegen Domenico Valentino aus Italien, 37-18

### Gewichtheben
69 kg, Männer:
- Mehdi Panzvan – keine Platzierung

77 kg, Männer:
- Mohammad Hossein Barkhah – 6., 357,5 kg

94 kg, Männer:
- Shahin Nasirinia – 4., 392,5 kg
- Asghar Ebrahimi – 16., 355 kg

105 kg, Männer:
- Mohsen Biranvand – keine Platzierung

+105 kg, Männer:
- Hossein Rezazadeh – Gold, 472,5 kg

### Judo
60 kg, Männer:
- Masoud Haji Akhondzadeh – 5. Platz
Runde der letzten 64 – Bye
Runde der letzten 32 – Besiegte Jean Claude Cameroun aus Kamerun durch yuko
Runde der letzten 16 – Besiegte Armen Nasarjan aus Armenien durch yuko
Viertelfinale – Besiegte Revazi Zintiridis aus Griechenland durch ippon
Halbfinale – Unterlag Nestor Khergiani aus Georgien durch waza-ari
Kampf um Bronze – Unterlag Choi Min-ho aus Südkorea durch ippon

66 kg, Männer:
- Arash Miresmaeili – ausgeschieden
Runde der letzten 32 – Unterlag Ehud Vaks aus Israel durch walkover

73 kg, Männer:
- Hamed Malekmohammadi – ausgeschieden
Runde der letzten 64 – Freilos
Runde der letzten 32 – Besiegte Saso Jereb aus Slowenien durch ippon
Runde der letzten 16 – Unterlag Victor Bivol aus Moldawien durch ippon
Hoffnungslauf, Runde der letzten 32 – Besiegte Richard Leon aus Venezuela durch ippon
Hoffnungslauf, Runde der letzten 16 – Unterlag João Neto aus Portugal durch ippon

81 kg, Männer:
- Reza Chah Khandagh – ausgeschieden
Runde der letzten 32 – Besiegte Ricardo Echarte aus Spanien durch Ippon
Runde der letzten 16 – Unterlag Roman Hontjuk aus der Ukraine durch Ippon
Hoffnungslauf, Runde der letzten 32 – Unterlag Adil Bel Gaid aus Marokko durch yuko

90 kg, Männer:
- Abbas Fallah – ausgeschieden
Runde der letzten 32 – Unterlag Keith Morgan aus Kanada durch ippon

100 kg, Männer:
- Masoud Khosravinejad – ausgeschieden
Runde der letzten 64 – Freilos
Runde der letzten 32 – Unterlag Dmitry Maksimov aus Russland durch waza-ari

+100 kg, Männer:
- Mahmoud Miran – 5. Platz
Runde der letzten 64 – Freilos
Runde der letzten 32 – Besiegte Joel Brutus aus Haiti durch ippon
Runde der letzten 16 – Besiegte Selim Tataroğlu aus der Türkei durch ippon
Viertelfinale – Besiegte Semir Pepic aus Australien durch ippon
Halbfinale – Unterlag Tamerlan Tmenow aus Russland durch ippon
Kampf um Bronze – Unterlag Dennis van der Geest aus Niederlande durch ippon

### Leichtathletik
800 m, Männer:
- Sajjad Moradi – 61. Platz
Runde 1 – ausgeschieden als 7. im 6. Vorlauf mit 1:49,5 min

Diskuswerfen, Männer:
- Abbas Samimi – 28. Platz
Qualifikation – ausgeschieden mit 57,57 m

### Radsport

#### Straße
Straße, Männer:
- Amir Zargari – Nicht beendet
- Abbas Saeidi Tanha – Nicht beendet

#### Bahn
Einzelverfolgung, Männer:
- Hossein Askari – 15. Platz
Qualifikation – 4:39,302 min, ausgeschieden

Punktefahren, Männer:
- Mehdi Sohrabi – ausgeschieden

### Ringen

#### Freistil
55 kg, Männer:
- Babak Nourzad – 16. Platz
Vorrunde – 3. Platz in Pool C, ausgeschieden
Unterlag Bajaraagiin Naranbaatar aus der Mongolei, 6-0
Besiegte Kim Hyo-sub aus Südkorea, 6-4

60 kg, Männer:
- Masoud Mostafa Jokar – Silber
Vorrunde – 1. Platz im Pool E
Besiegte Sahit Prizreni aus Albanien, 8-0
Besiegte Bezik Aslanasvili aus Griechenland, 3-2
Viertelfinale – Freilos
Halbfinale – Besiegte Kenji Inoue aus Japan, 5-4
Finale – Unterlag Yandro Miguel Quintana aus Kuba, 4-0

66 kg, Männer:
- Alireza Dabir – 18. Platz
Vorrunde – 3. Platz in Pool F, ausgeschieden
Unterlag Makhach Murtazaliev aus Russland, 4-0
Unterlag Artur Tavkazakhov aus Usbekistan, 5-4

74 kg, Männer:
- Mehdi Hajizadeh – 13. Platz
Vorrunde – 2. Platz in Pool D, ausgeschieden
Besiegte Gela Saghirashvili aus Georgien, 7-5
Unterlag Joe Williams aus den Vereinigten Staaten, 3-0

84 kg, Männer:
- Majid Khodaei – 5. Platz
Vorrunde – 1. Platz in Pool A
Besiegte Anuj Kumar aus Indien, 5-1
Besiegte Hidekazu Yokoyama aus Japan, 8-1
Viertelfinale – Unterlag Cael Sanderson aus den Vereinigten Staaten, 6-5
Kampf um Platz 5 – Unterlag Lazaros Loizidis aus Griechenland, 3-0

96 kg, Männer:
- Alireza Heidari – Bronze
Vorrunde – 1. Platz in Pool D
Besiegte Eldar Kurtanidze aus Georgien, 3-2
Besiegte Antoine Jaoude aus Brasilien, 10-0
Viertelfinale – Besiegte Rustam Aghayev aus Aserbaidschan, 5-0
Halbfinale – Unterlag Magomed Ibragimov aus Usbekistan, 6-4
Kampf um Bronze – Besiegte Daniel Cormier aus den Vereinigten Staaten, 3-2

120 kg, Männer:
- Alireza Rezaei – Bronze
Vorrunde – 1. Platz in Pool F
Besiegte Boschidar Bojadschiew aus Bulgarien, 5-0
Besiegte Gelegschamtsyn Ösöchbajar aus der Mongolei, 3-0
Besiegte Barys Hrynkewitsch aus Belarus, 7-0
Viertelfinale – Bye
Halbfinale – Besiegte Marid Mutalimov aus Kasachstan, 4-1
Final – Unterlag Artur Taymazov aus Usbekistan

#### Griechisch-römisch
55 kg, Männer:
- Hassan Rangraz – 9. Platz
Vorrunde – 2. Platz in Pool B, ausgeschieden
Unterlag Lázaro Rivas aus Kuba, 6-4
Besiegte Samir Benchenaf aus Algerien, 10-0

60 kg, Männer:
- Ali Ashkani – 11. Platz
Vorrunde – 3. Platz in Pool G, ausgeschieden
Unterlag Roberto Monzón aus Kuba, 4-1
Unterlag Seref Tufenk aus der Türkei, 3-1
Besiegte Christos Gikas aus Griechenland, 6-1

66 kg, Männer:
- Parviz Zeidvand – disqualifiziert
Vorrunde – 1. Platz in Pool D
Besiegte Kanatbek Begalijew aus Kirgisistan, 5-0
Besiegte Moises Sanchez aus Spanien, 3-1
Viertelfinale – Unterlag Fərid Mansurov aus Aserbaidschan, 3-2
Kampf um Platz 5 – Nicht angetreten, disqualifiziert

84 kg, Männer:
- Behrouz Jamshidi – 9. Platz
Vorrunde – 2. Platz in Pool C, ausgeschieden
Unterlag Dimitrios Avramis aus Griechenland, 3-1
Besiegte Fritz Aanes aus Norwegen, 3-0

96 kg, Männer:
- Masoud Hashemzadeh – disqualifiziert
Vorrunde – 1. Platz in Pool D
Besiegte Petru Sudureac aus Rumänien, 2-2
Besiegte Mindaugas Ežerskis aus Litauen, Fall
Viertelfinale – Besiegte Genadi Chhaidze aus Kirgisistan, 3-1
Halbfinale – Unterlag Ramas Nosadse aus Georgien, 4-2
Kampf um Bronze – Unterlag Mehmet Ozal aus der Türkei, 3-2, disqualifiziert

120 kg, Männer:
- Sajjad Barzi – 4. Platz
Vorrunde – 1. Platz in Pool B
Besiegte Mihaly Deak-Bardos aus Ungarn, 3-1
Besiegte Juha Ahokas aus Finnland, 2-1
Viertelfinale – Besiegte Yannick Szczepaniak aus Frankreich, 3-0
Halbfinale – Unterlag Khasan Baroyev aus Russland, 4-0
Kampf um Bronze – Unterlag Rulon Gardner aus den Vereinigten Staaten, 3-0

### Schießen
Luftpistole 10 m, Frauen:
- Nasim Hassanpour – 28. Platz
Qualifikation – 376 Punkte, ausgeschieden

### Schwimmen
Freistil, 100 m, Männer:
- Babak Farhoudi – 61. Platz
Vorläufe – 56,42 s, ausgeschieden

### Taekwondo
68 kg, Männer:
- Hadi Saei – Gold
Runde der letzten 16 – Besiegte Carlo Molfetta aus Italien, Schiedsrichter beendete den Kampf
Viertelfinale – Besiegte Diogo da Silva aus Brasilien, 8-6
Halbfinale – Besiegte Song Myeong-seob aus Südkorea, 9-9
Finale – Besiegte Huang Chih-hsiung aus dem Chinesischen Taipeh, 4-3

80 kg, Männer:
- Youssef Karami – Bronze
Round of 16 – Besiegte Kriangkrai Noikoed aus Thailand, 16-12
Viertelfinale – Besiegte Daniel Trenton aus Australien, 13-9
Halbfinale – Unterlag Steven Lopez aus den Vereinigten Staaten, 7-6
Hoffnungslauf Halbfinale – Besiegte Hichem Hamdouni aus Tunesien, 12-4
Bronze medal match – Besiegte Rashad Ahmadov aus Aserbaidschan, 9-8

### Tischtennis
Einzel, Männer:
- Mohammad Reza Akhlaghpasand – ausgeschieden
Runde der letzten 128 – Unterlag Thiago Monteiro aus Brasilien, 4-1

## Offizielle
- Präsident: Mostafa Hashemi Taba
- Generalsekretär: Bahram Afsharzadeh